# Полярний зв'язок

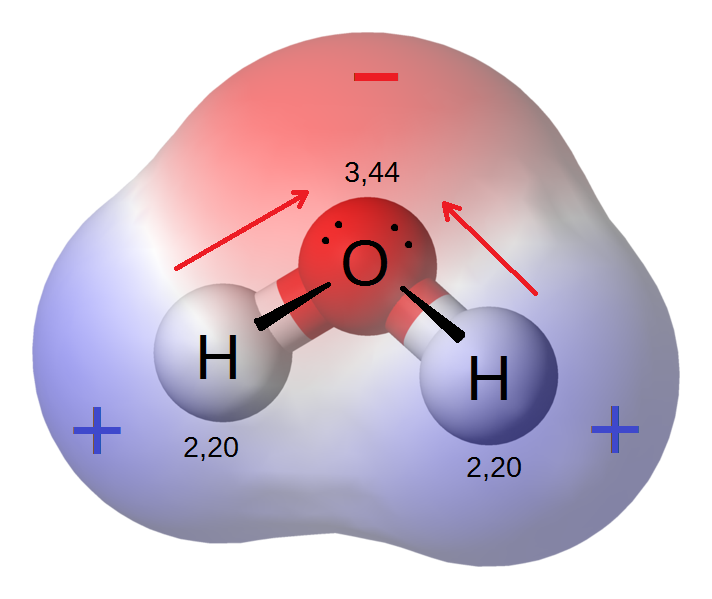
Поляризація зв'язків у молекулі H_{2}O: атом O, маючи електронегативність, більшу за атом H, набуває негативного заряду

Поля́рний зв'язо́к — вид хімічного зв'язку, що характеризується наявністю сталого електричного дипольного моменту внаслідок незбігу центрів тяжіння негативного заряду електронів і позитивного заряду ядер.
Більшість ковалентних, а також усі донорно-акцепторні та іонні зв'язки є полярними.
Молекули, в яких атоми зв'язані полярним зв'язком, називають полярними, наприклад Н2О, NH3, HCl. Такі молекули часто більш реакційноздатні, ніж неполярні.